# 银江镇 (大埔县)
银江镇，是中华人民共和国广东省梅州市大埔县下辖的一个乡镇级行政单位。

## 行政区划
银江镇下辖以下地区：
河口村、昆仑村、冠山村、坑口村、李子坪村、车上村、礤头村、银村、坑头村、明德村、坪上村、胜坑村和明新村。